# Lean manufacturing
El lean manufacturing (también conocido como ‘producción apretada’, ‘manufactura esbelta’, ‘producción limpia’ o ‘producción sin desperdicios’) es un modelo de gestión de origen japonés que se enfoca en minimizar las pérdidas de los sistemas de manufactura al mismo tiempo que maximiza la creación de valor para el cliente final. Para ello utiliza la mínima cantidad de recursos, es decir, los estrictamente necesarios para el crecimiento.
La creación de flujo se focaliza en la reducción de los ocho tipos de "desperdicios" en productos manufacturados:
- Sobreproducción.
- Tiempo de espera.
- Transporte.
- Exceso de procedimientos.
- Inventario.
- Movimientos.
- Defectos.
- No utilizar la creatividad de la gente.

Eliminando el despilfarro se mejora la calidad y se reducen el tiempo de producción y el coste. Las herramientas lean (en inglés, ‘ágil’, ‘esbelto’ o ‘sin grasa’) incluyen procesos continuos de análisis (llamadas kaizen en japonés), producción pull (‘disuasión e incentivo’, en el sentido del término japonés kanban), y elementos y procesos «a prueba de fallos» (poka yoke, en japonés), con la filosofía del Monozukuri (‘hacer las cosas bien’, en japonés), todo desde el genba japonés o área de valor.
Un aspecto crucial es que la mayoría de los costes se calculan en la etapa de diseño de un producto. A menudo un ingeniero especificará materiales y procesos conocidos y seguros a expensas de otros baratos y eficientes. Esto reduce los riesgos del proyecto, o lo que es lo mismo, el coste según el ingeniero, pero a base de aumentar los riesgos financieros y disminuir los beneficios. Las buenas organizaciones desarrollan y repasan listas de verificación para validar el diseño del producto.
Los principios clave del lean manufacturing son:
- Calidad perfecta a la primera: búsqueda de cero defectos, detección y solución de los problemas en su origen.
- Minimización del despilfarro: eliminación de todas las actividades que no son de valor añadido y redes de seguridad, optimización del uso de los recursos escasos (capital, gente y espacio).
- Mejora continua: reducción de costes, mejora de la calidad, aumento de la productividad y compartir la información.
- Procesos «pull»: los productos son tirados (en el sentido de solicitados) por el cliente final, no empujados por el final de la producción.
- Flexibilidad: producir rápidamente diferentes mezclas de gran variedad de productos, sin sacrificar la eficiencia debido a volúmenes menores de producción.
- Construcción y mantenimiento de una relación a largo plazo con los proveedores tomando acuerdos para compartir el riesgo, los costes y la información.

En resumen, lean manufacturing es básicamente todo lo concerniente a obtener las cosas correctas en el lugar correcto, en el momento correcto, en la cantidad correcta, minimizando el despilfarro, siendo flexible y estando abierto al cambio.

## Definición
El lean manufacturing es una metodología de trabajo simple, profunda y efectiva que tiene su origen en Japón, enfocada a incrementar la eficiencia productiva en todos los procesos a partir de que se implanta la filosofía de gestión kaizen de mejora continua en tiempo, espacio, desperdicios, inventario y defectos involucrando al trabajador y generando en él un sentido de pertenencia al poder participar en el proceso de proponer sus ideas de cómo hacer las cosas mejor.

## Origen
Esta metodología de mejora de la eficiencia en manufacturas fue tomada por James Womack copiando la estructura del sistema de producción Toyota desarrollado por Taiichi Ohno, director y consultor de la empresa Toyota. Ingresado en 1937, Ohno observó que antes de la guerra, la productividad japonesa era muy inferior a la estadounidense. Después de la guerra, Ohno visitó Estados Unidos, donde estudió los principales pioneros de productividad y reducción de desperdicio del país como Frederick Taylor y Henry Ford. Ohno se mostró impresionado por el énfasis excesivo que los estadounidenses ponían en la producción en masa de grandes volúmenes en perjuicio de la variedad, y el nivel de desperdicio que generaban las industrias en el país más rico de la posguerra. Cuando visitó los supermercados tuvo un efecto inspirador inmediato; Ohno encontró en ellos un ejemplo perfecto de su idea de manejar inventarios reducidos, eliminar pasos innecesarios y controlar las actividades primarias y dar control al que hace el trabajo (en este caso el cliente) como apoyo a la cadena de valor. La palabra japonesa muda significa ‘desperdicio’ y se refiere en específico, a cualquier actividad humana que consume recursos y no crea valor.

El término lean manufacturing se empieza a utilizar cuando los días dorados de la fabricación de automóviles en masa en los EE. UU terminan en 1976 a consecuencia de la bancarrota de Chrysler y las pérdidas de dinero de GM y Ford. También influyó en esta situación la segunda crisis del petróleo que llevó a la producción de automóviles de Estados Unidos a bajar 22% su producción y el interés por las técnicas de fabricación japonesas. En particular, el sistema de producción de Toyota, que llevó a la publicación de dos artículos en 1977: uno de Sugimori en el Journal of production research y el otro de Ashburn en el American Machinist. Estos artículos plantearon preocupaciones en empresas automotrices de Estados Unidos y Europa. Sin embargo, fue una transmisión de NBC-TV de la productora Claire Crawford-Mason en 1980, titulada "Si Japón puede, ¿por qué no podemos?". Esto provocó una revolución de calidad que condujo al programa de investigación IMVP de cinco años y cinco millones de dólares. Posteriormente, esta investigación fue conocida como la investigación de JP Womack que le llevó a publicar el libro "La máquina que cambió el mundo", donde aparece por primera vez el término lean manufacturing.
El objetivo es encontrar herramientas que ayuden a eliminar todos los desperdicios y todas las operaciones que no le agregan valor al producto o a los procesos, aumentando el valor de cada actividad realizada y eliminando lo que no se requiere. Este proceso de manufactura está relacionado con la utilización del activity-based costing (generación de costes basado en la actividad) el cual ―de acuerdo a su versión original― busca relacionar los costes con todos los valores que el cliente percibe en el producto. Por otro lado, sirve para implantar una filosofía de mejora continua que le permita a las compañías reducir sus costes, mejorar los procesos y eliminar los desperdicios para aumentar la satisfacción de los clientes y mantener el margen de utilidad. El propósito del lean manufacturing es serle útil a la comunidad lo cual implica estar en busca de la mejora continua.
Planteamientos posteriores han logrado crear derivaciones que van adquiriendo popularidad en el mundo industrial, llegando a desarrollar herramientas como Seis Sigma, TPM, JIT y otras que se implementan como parte de proyectos de lean manufacturing o incluso como herramientas individuales. Las organizaciones más avanzadas logran tener sistemas propios de producción, los cuales se basan en su propia cultura e idiosincrasia. Ejemplos de ellos son los sistemas basados en monozukuri que están en auge. Se basan en implementaciones paso a paso de acuerdo a la madurez de la organización, teniendo como base la disciplina y la formación de la base de la pirámide. Ejemplos de ellos son el sistema de producción de la automotriz francesa Renault y de la japonesa Nissan, que al unirse llegaron a un sistema propio que lo denominaron APW. Así mismo, en otras organizaciones basan la construcción de su propio sistema en sistemas genéricos como monozukuri-genba, que incluye el lean manufacturing dentro de su nivel 4 de madurez.

## Principios
- El cliente, en general, lo que adquiere no es un producto o servicio sino una solución.
- La mejora continua como principio de que «todo puede mejorar» en cada uno de los pasos del proceso como en la producción en sí, representa un avance consistente y gradual que beneficia a todos. Se dinamizan los esfuerzos del equipo para mejorar a un mínimo coste conservando el margen de utilidad y con un precio competitivo cumpliendo con las especificaciones de entrega en el tiempo y en el lugar exacto así como en cantidad y calidad sin excederse.
- El flujo en los pasos del proceso debe ser lo más uniforme. Por lo tanto, debe ser continuo, optimizando recursos y eliminando lo que no es de valor añadido (espacio, capital y personas). Es decir, se busca una minimización del despilfarro.
- Detección y solución de problemas desde su origen, eliminando defectos (buscando la perfección) de manera que satisfaga las necesidades del cliente por su alta calidad.
- Procesos «pull»: Producir solo lo necesario sobre la base de que los productos son solicitados o tirados o por lograr la producción del “jale” del cliente final.
- Desarrollar una relación a largo plazo con los proveedores a partir de acuerdos para compartir información y compartir el riesgo de los costes.
- Cuando los volúmenes de producción sean menores, desarrollar la capacidad de ser flexibles para poder producir ágilmente diferentes misceláneas de gran diversidad de productos.

## Áreas de aplicación
Además de su aplicación tradicional en entornos industriales y de fabricación, la filosofía Lean ha evolucionado para adaptarse a distintos ámbitos dentro de las organizaciones. Actualmente, muchas empresas aplican los principios Lean no solo en producción, sino también en áreas como la logística, el mantenimiento, la gestión de proyectos o incluso la administración general. Esta transversalidad ha dado lugar a enfoques específicos como Lean Logistics, Lean Maintenance o Lean Management, que comparten los objetivos comunes de eliminar desperdicios, mejorar la eficiencia y aumentar el valor aportado al cliente en cada proceso.

### Mejora continua
- Gestión
- Planificación y ejecución
- Reducción de actividades sin valor añadido
- Exceso de producción o producción temprana
- Retrasos
- Transportes desde o hacia el lugar del proceso
- Inventarios
- Procesos
- Defectos
- Desplazamientos
- Calidad

## Estrategia - Las 5S
Las 5S fue un programa desarrollado por Toyota para conseguir mejoras duraderas en el nivel de organización, orden y limpieza, además de aumentar la motivación del personal.
La operatividad concreta de estos principios se instrumenta implantando una estrategia denominada y conocida internacionalmente como las 5S por provenir de los términos japoneses:
- seiri: subordinar, clasificar, descartar
- seiton: sistematizar, ordenar
- seiso: sanear y limpiar
- seiketsu: simplificar, estandarizar y volver coherente
- shitsuke: sostener el proceso, disciplinar

### Seiri(subordinar, clasificar, descartar)
Es necesario retirar en las áreas de trabajo y administrativas los elementos innecesarios para la operación. Estos artículos se colocan en un lugar de almacenamiento transitorio en donde, a su vez, se seleccionan los que son utilizables para otra operación y se desechan o descartan los que se consideran inútiles, liberando espacios y eliminando herramientas obsoletas.

### Seiton(sistematizar, ordenar)
"Un sitio para cada cosa y cada cosa en su sitio". A los elementos que no se retiraron y que se consideran necesarios se les asigna un lugar delimitando su espacio de almacenamiento, visualización, y utilización. Esto se hace marcando áreas señalizadas con líneas, siluetas, poniendo etiquetas, letreros, o utilizando muebles modulares, estantes, etc. Ordenar de esta manera otorga grandes beneficios tanto para el trabajador como para la organización.

### Seiso(sanear y limpiar)
La limpieza sistematizada como parte del trabajo diario permite a su vez la inspección y la identificación de problemas de averías, desgaste, escapes o de cualquier tipo de defecto (FUGUAI). Permite un mantenimiento regular que hace más seguro el ambiente de trabajo al disminuir los riesgos que causa la suciedad. Se pueden realizar acciones concretas que reduzcan o eliminen las causas primarias de contaminación, brindando como en el caso anterior beneficios directos al trabajador en su salud y seguridad así como a la organización en sí.

### Seiketsu(simplificar, estandarizar y volver coherente)
Mantener los estados de limpieza y organización utilizando los pasos anteriores. Esta etapa se puede decir que es la etapa de aplicación. Con la estandarización mantendremos permanentemente un entorno productivo e impecable, recordando los 3 principios siguientes:
- Selección: no objetos innecesarios.
- Orden: no desorganización.
- Limpieza: no suciedad.

### Shitsuke(sostener el proceso, disciplinar)
Esta etapa es la que permite que todos los pasos anteriores se cumplan paso a paso de forma permanente, y que no se rompan los procedimientos.

### Aplicación de las 5S
Determina que el ambiente sea de calidad. Es decir, que en el ambiente se puedan llevar a cabo tanto pruebas de calidad exitosas como que el producto cuente con la calidad requerida.

### Objetivo de las 5S
Lograr una mayor eficiencia, uniformidad y formalidad.

### Importancia de las 5S
Lograr la eliminación de despilfarro en diferentes áreas e incrementar la mejora de condiciones de higiene, seguridad y salud ocupacional, también es la plataforma para desarrollar cualquier sistema de producción enfocado a la satisfacción del cliente, cuidado del medio ambiente y desarrollo integral del personal operacional.
Se puede argumentar que las 5S son fundamentales para los rubros mencionados, es necesario mencionar las 5S que van relacionadas con los integrantes de los grupos que tienen la intención de ejecutar las "S" enfocadas al área de trabajo (organización, orden y limpieza), a la empresa (coordinación y estandarización), estas 5S son: 
- Control visual/bienestar personal
- Compromiso
- Constancia
- Disciplina
- Hábito

Estas 5S se enfocan al trabajador y permite una mayor integración y participación del personal y el área directiva.

### Beneficios de las 5S
- Se adquiere la habilidad de trabajar en equipo
- El empleado adquiere un sentido de pertenencia, seguridad y se siente motivado
- Se genera una cultura organizacional
- Se potencia y se economiza el uso y la respuesta del tiempo
- Se incrementa la vida útil de los equipos
- Se reducen las mermas y las pérdidas por producciones con defectos
- Se elaboran productos de una mayor calidad
- Se lleva a cabo el ciclo de la mejora continua

## Tipos de desperdicio
A medida que se utilicen herramientas y técnicas de lean manufacturing, se comprobará la eliminación de ocho tipos de desperdicio:
1. Movimiento: el desperdicio de movimiento tiene dos elementos: el movimiento humano y el movimiento de las máquinas. Dichos movimientos están relacionados con la ergonomía del lugar donde se trabaja, afectando así a la calidad y la seguridad.
2. Sobreproducción: es el que más afecta a una industria. Se produce cuando las operaciones continuas deben ser detenidas o cuando se hacen productos de previsión, para stock, antes de que el cliente los pida.
3. Espera: término aplicado en aquellos períodos de inactividad de un proceso, ya que esta acción no agrega valor y a veces resulta en un sobrecoste del producto.
4. Transporte: se refiere al movimiento innecesario de materiales de una operación a otra.
5. Procesado extra: se refiere a operaciones extras tales como retrabajos, reprocesos, manejos de materiales innecesarios y almacenamiento debido a algún defecto, sobreproducción o inventario insuficiente.
6. Corrección: se relaciona con la necesidad de corregir productos defectuosos. Se compone de todos los materiales, tiempo y energía involucrados en reparar los defectos.
7. Inventario: condiciones cuando el flujo se restringe en una planta y cuando la producción no está marchando a ritmo. La producción de inventario que nadie quiere en ese momento, desperdicia espacio y estimula daños y obsolescencias en los productos.
8. Conocimiento desconectado: existe cuando se tiene una desconexión entre la compañía con sus clientes y/o proveedores.

### Los siete tipos de desperdicios según Ohno
1. Sobreproducción: Se produce más cantidad de la necesaria. Este desperdicio es muy importante porqué precisa de muchos recursos (mano de obra, espacio, maquinaria, defectos, etc.) y esconde problemas más profundos.
2. Esperas: El flujo del proceso se interrumpe y el personal o la máquina están inactivos temporalmente. Sacar este desperdicio a la luz permite aplicar acciones correctoras y solucionar problemas.
3. Transporte: Transportes y doble/triple manipulación.
4. Sobreprocesado: Una mala definición del proceso o problemas no atacados de origen pueden causar un mayor procesamiento posterior.
5. Inventario: Un exceso de existencias requiere más espacio, mano de obra, papeleo, etc. que genera un coste adicional a la producción.
6. Movimiento: Todo tiempo que se dedica a mover material y no aporta valor añadido al producto es un desperdicio. Mover no necesariamente equivale a trabajar.
7. Defectos: Los defectos en la producción siempre son un desperdicio ya que se consumen los mismos recursos que para fabricar un producto bueno pero genera problemas en las etapas siguientes, pudiendo llegar a ser muy grave si el defecto le llega al cliente.